# Miconia salebrosa
Miconia salebrosa är en tvåhjärtbladig växtart som beskrevs av John Julius Wurdack. Miconia salebrosa ingår i släktet Miconia och familjen Melastomataceae. Inga underarter finns listade i Catalogue of Life.